# Krokbergs naturreservat
Krokbergs naturreservat är ett naturreservat i Arvidsjaurs kommun i Norrbottens län.
Området är naturskyddat sedan 2024 och är 668 hektar stort. Reservatet ligger sydväst om Arvidsjaur och omfattar ett dödislandskap med gran- och barrblandsskog, myrar och stort antal sjöar/tjärnar. 